# پشه تب زرد
پشه تب زرد (نام علمی: Aedes aegypti) آئدس مصری نام یک گونه از تیره پشه است.

## ناقل بیماری
این پشه ناقل بیماری عفونی تب دنگی یک بیماری ویروسی است، که به تب استخوان‌شکن هم مشهور است.

## کنترل
سال‌هاست که این پشه با حشره‌کش های سنتی کنترل می‌شود. ترکیب بردو که دارای ویژگی‌های یک حشره‌کش، باکتری‌کش، قارچ‌کش و راب‌کش می‌باشد، در تحقیقات سال ۲۰۱۵ ترکیب بردو توانسته است علاوه بر کنترل پشه تب زرد، سبب ایجاد تغییرات فیزیکی و شیمیایی در زنجیره غذایی حشره شود. این مقاله در مجله بین‌المللی تحقیق پشه چاپ شده است.